# Phim kỳ ảo
Phim kỳ ảo (tiếng Anh: fantasy films) là các phim có chủ đề tưởng tượng, không có thực; thường gồm phép thuật, các sự việc hiện tượng siêu nhiên, các sinh vật giả tưởng, hay những thế giới tưởng tượng kỳ ảo. Thể loại phim này khác với phim khoa học viễn tưởng và phim kinh dị, mặc dù chúng có những điểm trùng lặp và chồng chéo. Phim tưởng tượng thường có các yếu tố phép thuật, thần thoại, những điều kỳ diệu, thoát li thực tế, và những thứ phi thường.